# فرانك روبرتس (ملاكم)
فرانك روبرتس (بالإنجليزية: Frank Roberts)‏ (5 مارس 1945 – 7 فبراير 2011) هو ملاكم أسترالي راحل، مثّل بلاده في الألعاب الأولمبية الصيفية 1964.

## روابط خارجية
فرانك روبرتس على موقع أوليمبيديا (الإنجليزية)